# Kering
Kering — французская компания, занимающаяся дизайном, производством и продажей изделий из кожи, одежды, обуви и галантереи. Её бренды включают Gucci, Bottega Veneta, Yves Saint Laurent, Alexander McQueen, Balenciaga, Brioni, Boucheron, Lanvin, Pomellato, Dodo и Qeelin.

## История
Компания Pinault SA была основана Франсуа Пино в 1963 году, первоначально занималась торговлей древесиной. В 1988 году акции компании были размещены на Парижской фондовой бирже. В 1990 году была куплена торговая компания Cfao, а в 1991 году — сеть мебельных салонов Conforama. В 1992 году был установлен контроль над оператором универмагов Printemps, который включал компанию по торговле одеждой по каталогам La Redoute. В 1994 году компании La Redoute, Pinault и Printemps были объединены в группу Pinault-Printemps-Redoute (с 2005 года — PPR). В том же 1994 году была куплена сеть магазинов Fnac (книги, музыка, фильмы, электроника).
В 1999 году за 3 млрд долларов была куплена 42-процентная доля в Gucci Group NV. В 2000 году была приобретена ювелирная компания Boucheron. В 2001 году доля в Gucci была увеличена до 53,2 %, были куплены Bottega Veneta и Balenciaga, установлены отношения с дизайнерами Alexander McQueen м Стеллой Маккартни. Операции с древесиной были проданы в 2003 году, а в 2004 году доля в Gucci была увеличена до 99,4 %. В 2007 году была продана сеть универмагов Printemps и куплен производитель спортивных товаров Puma. В 2009 году PPR избавилась от сети магазинов Cfao, разместив её акции на бирже. В 2011 году была продана Conforama и куплена компания Volcom (спорттовары); также был куплен контрольный пакет акций в Sowind Group (часы Girard-Perregaux). В 2012 году был куплен итальянский бренд мужской одежды Brioni.
В 2013 году PPR была переименована в Kering. В том же году были куплены китайский ювелирный бренд Qeelin, итальянский ювелирный бренд Pomellato и контрольный пакет акций компании France Croco (позже переименованной в Tannerie de Périers). В 2014 году была продана компания La Redoute и куплен производитель часов Ulysse Nardin. В 2015 году было создано подразделение очков Kering Eyewear, тогда же был продан производитель обуви Sergio Rossi. В 2017 году Kering Eyewear создало партнёрство с Cartier. В 2018 году была сокращена доля в Puma до 15 %, также были прекращены отношения со Стеллой Маккартни и Volcom. В 2021 году был куплен датский производитель очков Lindberg, а в 2022 году — американский бренд очков Maui Jim. Также в 2022 году были проданы производители часов Girard-Perregaux и Ulysse Nardin. В 2023 году за 1,7 млрд евро была куплена 30-процентная доля в доме моды Valentino. Также в 2023 году за 3,5 млрд евро была куплена французская парфюмерная компания Creed.
В марте 2025 года акции Kering упали на 11,2 % после объявления о назначении Демны Гвасалии на должность креативного директора Gucci; до этого Демна был креативным директором другого бренда группы, Balenciaga.

## Собственники и руководство
Крупнейшим акционером является холдинг семьи Пино Groupe Artémis (42 % акций), институциональным инвесторам принадлежит 52 %, частным вкладчикам — 4 %, казначейские акции составляют 1,5 %.
Франсуа-Анри Пино (François-Henri Pinault, род. 28 мая 1962 года) — председатель совета директоров и генеральный директор (CEO) с 2005 года, президент Groupe Artémis с 2003 года.

## Деятельность
Подразделения по состоянию на 2023 год:
- Gucci — 51 % выручки;
- Yves Saint Laurent — 16 % выручки;
- Bottega Veneta — 8 % выручки;
- Other Houses — 18 % выручки;
- Kering Eyewear and Corporate — 8 % выручки.

Выручка за 2022 год составила 20,4 млрд евро, основными регионами деятельности были Азиатско-Тихоокеанский регион (33 % выручки), Западная Европа (27 %), Северная Америка (27 %), Япония (6 %). По состоянию на конец 2022 года у компании было 1659 магазинов, из них 662 в Азиатско-Тихоокеанском регионе, 343 в Западной Европе, 278 в Северной Америке, 239 в Японии и 137 в других регионах.
В списке крупнейших публичных компаний мира Forbes Global 2000 за 2023 год Kering заняла 328-е место.
За первое полугодие 2024 года чистая прибыль конгломерата упала на 50 %.